# Grand Prix Kanady 2017
Grand Prix Kanady 2017 (oficiálně Formula 1 Grand Prix du Canada 2017) se jela na okruhu Circuit Gilles Villeneuve v Montréalu v Kanadě dne 11. června 2017. Závod byl sedmým v pořadí v sezóně 2017 šampionátu Formule 1.

## Kvalifikace
| Poř.                       | No. | Jezdec            | Konstruktér               | Časy v kvalifikaci | Časy v kvalifikaci | Časy v kvalifikaci | Pořadí na startu |
| Poř.                       | No. | Jezdec            | Konstruktér               | Q1                 | Q2                 | Q3                 | Pořadí na startu |
| -------------------------- | --- | ----------------- | ------------------------- | ------------------ | ------------------ | ------------------ | ---------------- |
| 1                          | 44  | Lewis Hamilton    | Mercedes                  | 1:12.692           | 1:12.496           | 1:11.459           | 1                |
| 2                          | 5   | Sebastian Vettel  | Ferrari                   | 1:13.046           | 1:12.749           | 1:11.789           | 2                |
| 3                          | 77  | Valtteri Bottas   | Mercedes                  | 1:12.685           | 1:12.563           | 1:12.177           | 3                |
| 4                          | 7   | Kimi Räikkönen    | Ferrari                   | 1:13.548           | 1:12.580           | 1:12.252           | 4                |
| 5                          | 33  | Max Verstappen    | Red Bull Racing-TAG Heuer | 1:13.177           | 1:12.751           | 1:12.403           | 5                |
| 6                          | 3   | Daniel Ricciardo  | Red Bull Racing-TAG Heuer | 1:13.543           | 1:12.810           | 1:12.557           | 6                |
| 7                          | 19  | Felipe Massa      | Williams-Mercedes         | 1:13.435           | 1:13.012           | 1:12.858           | 7                |
| 8                          | 11  | Sergio Pérez      | Force India-Mercedes      | 1:13.470           | 1:13.262           | 1:13.018           | 8                |
| 9                          | 31  | Esteban Ocon      | Force India-Mercedes      | 1:13.520           | 1:13.320           | 1:13.135           | 9                |
| 10                         | 27  | Nico Hülkenberg   | Renault                   | 1:13.804           | 1:13.406           | 1:13.271           | 10               |
| 11                         | 26  | Daniil Kvjat      | Toro Rosso                | 1:13.802           | 1:13.690           |                    | 11               |
| 12                         | 14  | Fernando Alonso   | McLaren-Honda             | 1:13.669           | 1:13.693           |                    | 12               |
| 13                         | 55  | Carlos Sainz Jr.  | Toro Rosso                | 1:14.051           | 1:13.756           |                    | 13               |
| 14                         | 8   | Romain Grosjean   | Haas-Ferrari              | 1:13.780           | 1:13.839           |                    | 14               |
| 15                         | 30  | Jolyon Palmer     | Renault                   | 1:13.990           | 1:14.293           |                    | 15               |
| 16                         | 2   | Stoffel Vandoorne | McLaren-Honda             | 1:14.182           |                    |                    | 16               |
| 17                         | 18  | Lance Stroll      | Williams-Mercedes         | 1:14.209           |                    |                    | 17               |
| 18                         | 20  | Kevin Magnussen   | Haas-Ferrari              | 1:14.318           |                    |                    | 18               |
| 19                         | 9   | Marcus Ericsson   | Sauber-Ferrari            | 1:14.495           |                    |                    | 19               |
| 20                         | 94  | Pascal Wehrlein   | Sauber-Ferrari            | 1:14.810           |                    |                    | PL               |
| 107% času vítěze: 1:17.772 |     |                   |                           |                    |                    |                    |                  |
| Zdroj:                     |     |                   |                           |                    |                    |                    |                  |

Poznámky
1. ↑  Pascal Wehrlein obdržel trest posunu o 5 míst vzad za neplánovanou výměnu převodovky. Kromě toho musel startovat z boxové uličky kvůli nové specifikaci zadního křídla.

## Závod
| Poř.   | No. | Jezdec            | Konstruktér               | Počet kol | Čas/Odstoupení   | Pořadí na startu | Body |
| ------ | --- | ----------------- | ------------------------- | --------- | ---------------- | ---------------- | ---- |
| 1      | 44  | Lewis Hamilton    | Mercedes                  | 70        | 1:33:05.154      | 1                | 25   |
| 2      | 77  | Valtteri Bottas   | Mercedes                  | 70        | +19.783          | 3                | 18   |
| 3      | 3   | Daniel Ricciardo  | Red Bull Racing-TAG Heuer | 70        | +35.297          | 6                | 15   |
| 4      | 5   | Sebastian Vettel  | Ferrari                   | 70        | +35.907          | 2                | 12   |
| 5      | 11  | Sergio Pérez      | Force India-Mercedes      | 70        | +40.476          | 8                | 10   |
| 6      | 31  | Esteban Ocon      | Force India-Mercedes      | 70        | +40.716          | 9                | 8    |
| 7      | 7   | Kimi Räikkönen    | Ferrari                   | 70        | +58.632          | 4                | 6    |
| 8      | 27  | Nico Hülkenberg   | Renault                   | 70        | +1:00.374        | 10               | 4    |
| 9      | 18  | Lance Stroll      | Williams-Mercedes         | 69        | +1 kolo          | 17               | 2    |
| 10     | 8   | Romain Grosjean   | Haas-Ferrari              | 69        | +1 kolo          | 14               | 1    |
| 11     | 30  | Jolyon Palmer     | Renault                   | 69        | +1 kolo          | 15               |      |
| 12     | 20  | Kevin Magnussen   | Haas-Ferrari              | 69        | +1 kolo          | 18               |      |
| 13     | 9   | Marcus Ericsson   | Sauber-Ferrari            | 69        | +1 kolo          | 19               |      |
| 14     | 2   | Stoffel Vandoorne | McLaren-Honda             | 69        | +1 kolo          | 16               |      |
| 15     | 94  | Pascal Wehrlein   | Sauber-Ferrari            | 68        | +2 kola          | PL               |      |
| 16     | 14  | Fernando Alonso   | McLaren-Honda             | 66        | Pohonná jednotka | 12               |      |
| Ret    | 26  | Daniil Kvjat      | Toro Rosso                | 54        | Pohonná jednotka | 11               |      |
| Ret    | 33  | Max Verstappen    | Red Bull Racing-TAG Heuer | 10        | Elektronika      | 5                |      |
| Ret    | 19  | Felipe Massa      | Williams-Mercedes         | 0         | Kolize           | 7                |      |
| Ret    | 55  | Carlos Sainz Jr.  | Toro Rosso                | 0         | Kolize           | 13               |      |
| Zdroj: |     |                   |                           |           |                  |                  |      |

Poznámky
1. ↑  Fernando Alonso odstoupil ze závodu, ale byl klasifikován, protože odjel více než 90 % délky závodu.

## Průběžné pořadí po závodě
Pohár jezdců
|  | Pořadí | Jezdec           | Body |
|  | ------ | ---------------- | ---- |
|  | 1      | Sebastian Vettel | 141  |
|  | 2      | Lewis Hamilton   | 129  |
|  | 3      | Valtteri Bottas  | 93   |
|  | 4      | Kimi Räikkönen   | 73   |
|  | 5      | Daniel Ricciardo | 67   |

Pohár konstruktérů
|   | Pořadí | Konstruktér               | Body |
| - | ------ | ------------------------- | ---- |
| 1 | 1      | Mercedes                  | 222  |
| 1 | 2      | Ferrari                   | 214  |
|   | 3      | Red Bull Racing-TAG Heuer | 112  |
|   | 4      | Force India-Mercedes      | 71   |
|   | 5      | Toro Rosso                | 29   |